# Bistra, Ljubljanica
Bistra je povirni pritok reke Ljubljanice, ki izvira v bližini kartuzijanskega samostana Bistra v istoimenskem naselju v bližini Vrhnike. V izvire Bistre se steka voda neposredno iz Cerkniškega jezera in Rakovega Škocjana, za razliko od izvirov Retovje in Močilnik, kamor se steka ponorna voda iz bližjih ravnic Planinskega in Logaškega polja. Med izvire Bistre sodijo:
- trije povirni kraki reke v samostanskem območju
- Zupanov izvir, skupina majhnih izvirov 100m ob cesti proti Borovnici
- Trebinja, tudi Galetov izvir (skupina izvirov)
- Pasji studenec
- Ribičev studenec